# Federico Latorre y Rodrigo

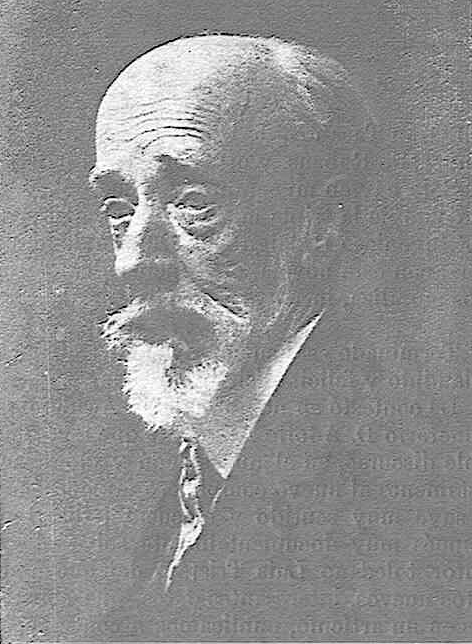
Retrato de Federico Latorre

Federico de Latorre y Rodrigo (c. 1840-1923) fue un pintor y académico español

## Biografía

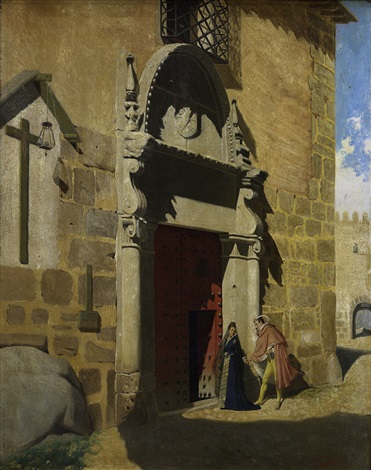
Palacio de Munárriz en Toledo

Nacido en Toledo en torno a 1840, fue alumno en Madrid de la Escuela Superior de Pintura, agregada a la Academia de San Fernando. En la Exposición de Bellas Artes de 1864 presentó Dos centinelas avanzados del campo marroquí y Serenata de Fausto. En la de 1866 llevó un Retrato de señora, Duelo de Fausto y Valentín, y Los amantes sorprendidos.
Director de publicaciones como El Nuevo Ateneo y Toledo, fue miembro de número de la Real Academia de Bellas Artes y Ciencias Históricas de Toledo, al sustituir a Rafael Ramírez de Arellano. Tomó posesión de su plaza el 22 de abril de 1923, tras ser nombrado el año anterior. Sin embargo falleció poco después, el 18 de mayo de ese mismo año.